# 于德豪
于德豪（1995年4月10日—），男，湖南长沙人，中国篮球运动员。曾代表中国参加2017年国际篮联亚洲杯，最终获得第五名。